# 이재화 (1956년)
이재화(李在和, 1956년 4월 9일~)는 대한민국의 정치인이다. 제6·7·9대 대구광역시의원이다.

## 학력
- 영남대학교 행정대학원 정책학과 졸업(행정학 석사)
- 대구한의대학교 대학원 졸업(사회복지학 박사)

## 경력
- (주)범성엔지니어링 대표이사
- (사)한국도덕운동협의회 대구시지회
- 한국여성경제인연합회 대구경북지회 이사
- (주)에이원 대표이사
- 수성구자활후견기관 운영위원회 회장
- 한나라당 대구광역시당 운영부위원장
- 민주평화통일자문회의 서구협의회 자문위원
- 한나라당 대구광역시당 여성위원회 부위원장
- 2010. 7.~2014. 6. 제6대 대구광역시의회 의원
- 2014. 7.~2018. 6. 제7대 대구광역시의회 의원
- 대구한의대학교 객원교수
- 2022. 7.~ 제9대 대구광역시의회 의원
  - 제9대 대구광역시의회 전반기 교육위원회 위원
  - 제9대 대구광역시의회 전반기 통합신공항건설특별위원회 위원
  - 2024. 7.~ 제9대 대구광역시의회 후반기 부의장
  - 2024. 7.~ 제9대 대구광역시의회 후반기 교육위원회 위원

## 역대 선거 결과
|  | 76.23% |

|  | 77.61% |

|  | 50.68% |

|  | 63.99% |

|  | 20.59% |

|  | 0% |